# Théorème de Bochner
En mathématiques, le théorème de Bochner est un théorème d’analyse harmonique caractérisant la transformée de Fourier d’une mesure positive sur un groupe abélien localement compact.
En particulier, ce résultat donne une condition nécessaire et suffisante pour qu’une fonction complexe d’une variable réelle soit une fonction caractéristique d’une variable aléatoire réelle.

Une fonction φ d’une variable réelle u est une fonction caractéristique d’une variable aléatoire réelle si et seulement si elle vérifie les conditions suivantes :
- {\displaystyle \varphi (0)=1}
- {\displaystyle \varphi } est continue
- {\displaystyle \varphi } est définie positive, c’est-à-dire que quels que soient les familles de réels {\displaystyle (u_{1},\dots ,u_{n})} et de complexes {\displaystyle (z_{1},\dots ,z_{n})}, on a {\displaystyle \sum _{i,j=1}^{n}\varphi (u_{i}-u_{j})z_{i}{\overline {z_{j}}}\geq 0}